# TET-enzymen

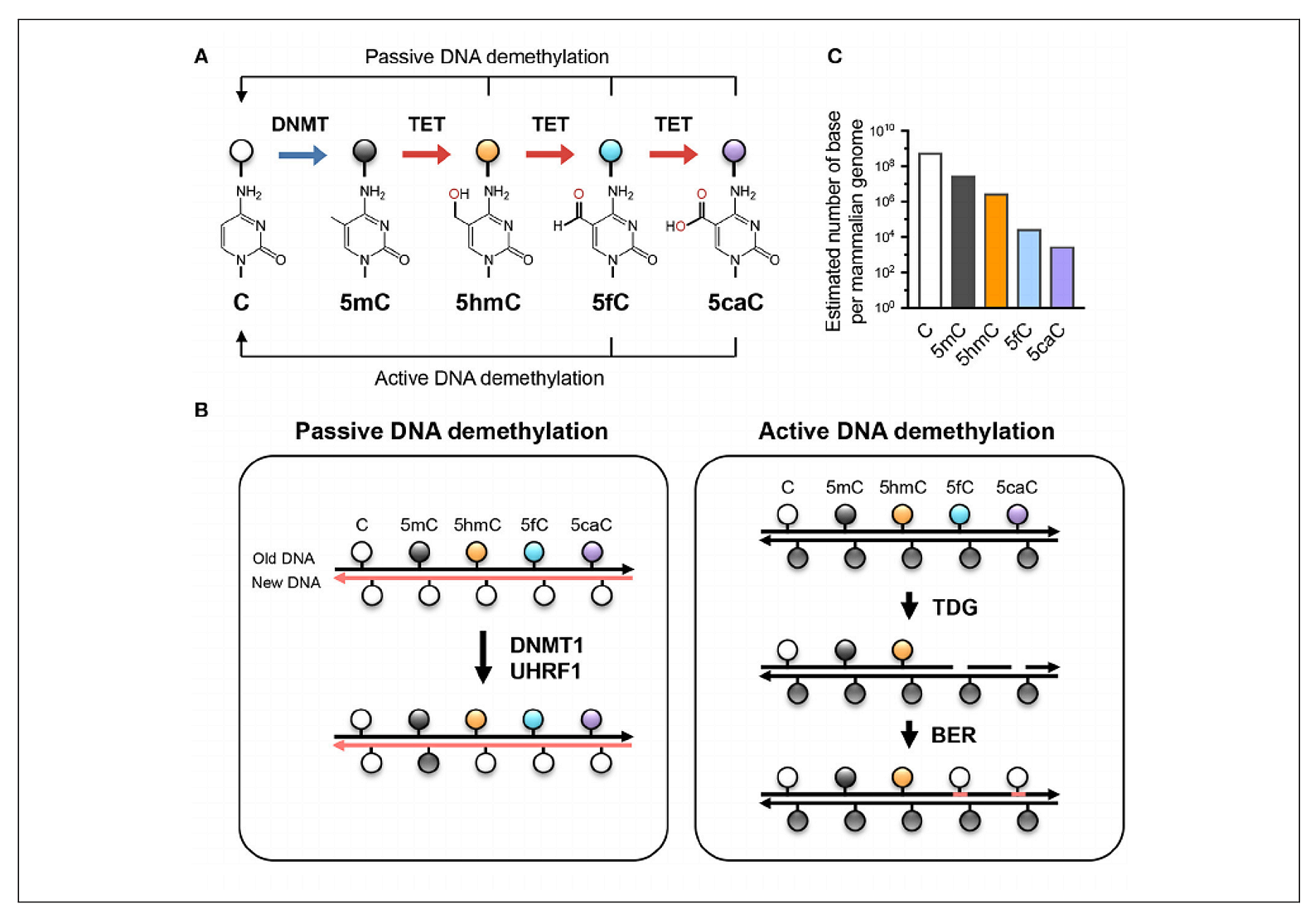
Actieve en passieve DNA-methylering onder invloed van TET-enzymen

Demethylering van 5-methylcytosine (5mC) in zenuwcel-DNA.

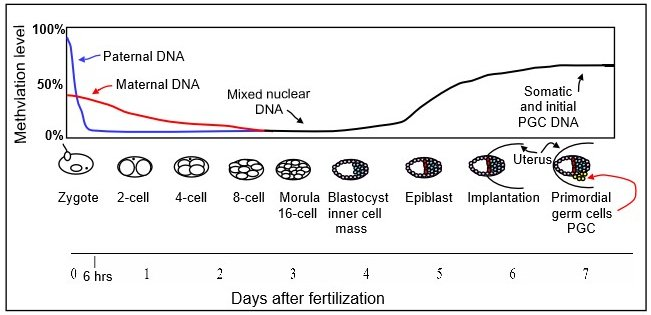
Methyleringsniveaus tijdens de vroege embryonale ontwikkeling van muizen.

De TET-enzymen zijn een familie van tien-elf-translocatie (TET)-methylcytosinedioxygenasen. Ze spelen een belangrijke rol bij de demethylering van DNA. 5-Methylcytosine is een gemethyleerde vorm van de DNA-basis cytosine (C) die vaak de gentranscriptie reguleert en verschillende andere functies in het genoom heeft.
DNA-methylering is de toevoeging van een methylgroep aan het DNA die plaatsvindt bij cytosine. Bij zoogdieren vindt DNA-methylering vrijwel uitsluitend plaats op een cytosine, gevolgd door een guanine.
Demethylering door TET-enzymen (zie tweede figuur) kan de regulatie van de transcriptie veranderen. De TET-enzymen katalyseren de hydroxylering van DNA-5-methylcytosine (5mC) tot 5-hydroxymethylcytosine (5hmC), en kunnen de oxidatie van 5hmC verder katalyseren tot 5-formylcytosine (5fC) en vervolgens tot 5-carboxycytosine (5caC), 5fC en 5caC kunnen uit de DNA-basesequentie worden verwijderd door base-excisieherstel en worden vervangen door cytosine in de basensequentie.
TET-enzymen spelen een centrale rol bij de DNA-demethylering die nodig is tijdens de embryogenese, gametogenese, geheugen, leren, verslaving en pijnperceptie.

## TET-eiwitten

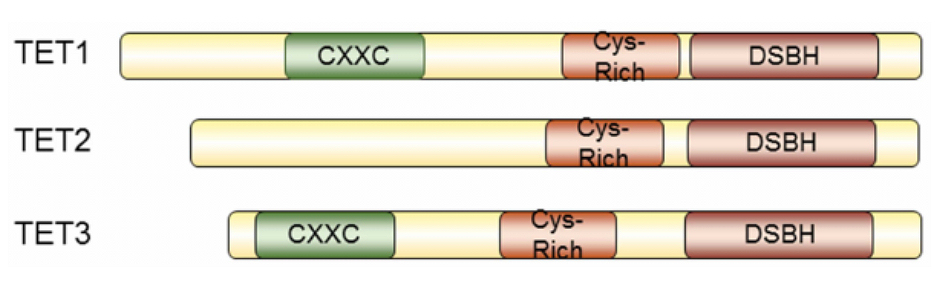
TET1, TET2 en TET3

De drie verwante TET-genen, TET1, TET2 en TET3, coderen respectievelijk voor drie verwante zoogdiereiwitten TET1, TET2 en TET3. Alle drie de eiwitten bezitten 5mC-oxidase-activiteit, maar ze verschillen qua domeinarchitectuur.  TET-eiwitten zijn grote (~180 tot 230 kDa) multidomein-enzymen. Alle TET-eiwitten bevatten een geconserveerd dubbelstrengs β-helix (DSBH)-domein, een cysteïnerijk domein en bindingsplaatsen voor de cofactoren Fe(II) en alfa-ketoglutaarzuur (2-OG) die samen het kernkatalytische gebied vormen in de C-terminus. Naast hun katalytische domein hebben TET1- en TET3-eiwitten met de volledige lengte een N-terminaal CXXC-zinkvingerdomein dat DNA kan binden.  Het TET2-eiwit mist een CXXC-domein, maar het CXXC4-gen, dat een buur is van het TET2-gen, codeert voor een CXXC4-eiwit. Er wordt aangenomen dat CXXC4 een rol speelt bij het reguleren van TET2-activiteit door de vorming naar niet-gemethyleerde CpG's te vergemakkelijken.

### TET-isovormen
De drie TET-genexpressies vormen verschillende isovormen, waaronder ten minste twee isovormen van TET1, drie van TET2 en drie van TET3. Verschillende isovormen van de TET-genen worden tot expressie gebracht in verschillende cellen en weefsels. De canonieke TET1-isovorm met de volledige lengte lijkt vrijwel beperkt tot vroege embryo's, embryonale stamcellen en oerkiemcellen (PGC's). De dominante TET1-isovorm in de meeste somatische weefsels, althans in de muis, komt voort uit alternatief promotorgebruik dat aanleiding geeft tot een kort transcript en een afgeknot eiwit dat TET1s wordt genoemd. De drie isovormen van TET2 komen voort uit verschillende promotoren. Ze komen tot expressie en zijn actief bij de embryogenese en differentiatie van hematopoiëtische cellen. De isovormen van TET3 zijn: de volledige lengtevorm TET3FL, een korte vorm-splitsingsvariant TET3s, en een vorm die voorkomt in eicellen die TET3o worden genoemd. TET3o wordt gevormd door alternatief promotorgebruik en bevat een extra eerste N-terminale exon dat codeert voor 11 aminozuren. TET3o komt alleen voor in oöcyten en het eencellige stadium van de zygote en komt niet tot expressie in embryonale stamcellen of in enig ander getest celtype of weefsel van volwassen muizen. Terwijl TET1-expressie nauwelijks kan worden gedetecteerd in eicellen en zygoten, en TET2 slechts matig tot expressie komt, vertoont de TET3-variant TET3o extreem hoge expressieniveaus in eicellen en zygoten, maar is deze vrijwel afwezig in het 2-celstadium. Het lijkt erop dat TET3o, met een hoog gehalte in oöcyten en zygoten in het eencellige stadium, het belangrijkste TET-enzym is dat wordt gebruikt wanneer bijna 100% snelle demethylering plaatsvindt in het vaderlijke genoom vlak na de bevruchting en voordat de DNA-replicatie begint (zie DNA-demethylering).

### TET-specificiteit
Veel verschillende eiwitten binden aan bepaalde TET-enzymen en brengen de TET's naar specifieke genomische locaties. In sommige onderzoeken is verdere analyse nodig om te bepalen of de interactie op zichzelf de rekrutering medieert of dat de interagerende partner in plaats daarvan helpt een gunstige chromatineomgeving voor TET-binding tot stand te brengen. TET1-uitgeputte en TET2-uitgeputte cellen onthulden verschillende doelvoorkeuren van deze twee enzymen, waarbij TET1 voorkeur voor promotoren en TET2 voorkeur voor stukjes genoom met sterk tot expressie gebrachte genen en enhancers heeft.

Initiatie van DNA-demethylering op een CpG-plaats

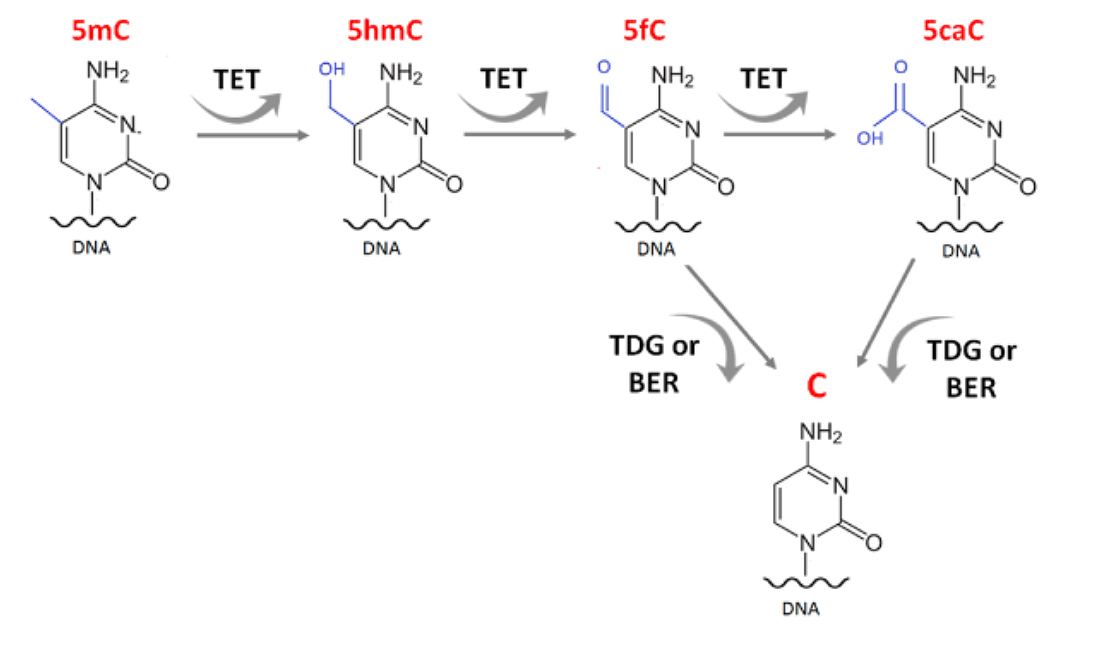
Chemische processiviteit. TET1/2/3 oxideert de methylgroep tot 5hmC, 5-formylcytosine en 5-carboxylcytosine. Deze basen worden herkend en verwijderd door het enzym thymine-DNA-glycosylase (TDG) en vervangen door een ongemodificeerde cytosine door het base-excisieherstelreactiepad (BER).

De drie zoogdier-DNA-methyltransferasen (DNMT's) vertonen een sterke voorkeur voor het toevoegen van een methylgroep aan het 5-koolstofatoom van een cytosine, waarbij een cytosine-nucleotide wordt gevolgd door een guanine-nucleotide in de lineaire sequentie van basen langs de richting 5' → 3' (bij CpG-plaatsen). Dit vormt een 5mCpG-plaats. Meer dan 98% van de DNA-methylatie vindt plaats op CpG-plaatsen in somatische cellen van zoogdieren. TET-enzymen initiëren dus grotendeels demethylering op 5mCpG-plaatsen.
Oxoguanineglycosylase (OGG1) is een voorbeeld van een eiwit dat een TET-enzym rekruteert. TET1 kan op 5mCpG inwerken als een reactieve zuurstofcomponent (ROS) eerst op de guanine heeft ingewerkt om 8-hydroxy-2'-deoxyguanosine (8-OHdG of zijn tautomeer 8-oxo-dG) te vormen, resulterend in een 5mCp-8-OHdG-dinucleotide (zie figuur). Na de vorming van 5mCp-8-OHdG bindt het basisexcisiereparatie-enzym OGG1 aan de 8-OHdG-laesie zonder onmiddellijke excisie (zie figuur). Hechting van OGG1 aan de 5mCp-8-OHdG-plaats rekruteert TET1, waardoor TET1 de 5mC grenzend aan 8-OHdG kan oxideren. Dit initieert het demethyleringsreactiepad.

Schematische voorstelling van een DNA-gedeelte

EGR1 is een ander voorbeeld van een eiwit dat een TET-enzym rekruteert. EGR1 speelt een belangrijke rol bij het leren en het geheugen. Wanneer een nieuwe gebeurtenis, zoals angstconditionering, ervoor zorgt dat het in het geheugen wordt opgenomen, wordt EGR1-boodschapper-RNA snel en selectief upstream gereguleerd in subsets van zenuwcellen in specifieke hersengebieden die verband houden met leren en geheugenvorming. TET1s is de overheersende isovorm van TET1 die tot expressie komt in zenuwcellen. Wanneer EGR1-eiwitten tot expressie worden gebracht, lijken ze TET1's naar ongeveer 600 plaatsen in het zenuwcelgenoom te brengen.  Vervolgens lijken EGR1 en TET1 samen te werken bij het demethyleren en daardoor activeren van de expressie van genen downstream van de EGR1-bindingsplaatsen in DNA.

### TET-processiviteit
Processiviteit is het vermogen van een enzym om opeenvolgende reacties te katalyseren zonder het substraat vrij te geven. TET-processiviteit kan op drie niveaus worden bekeken: het fysieke, chemische en genetische niveau.
- Fysische processiviteit verwijst naar het vermogen van een TET-eiwit om langs het DNA van de ene CpG-plaats naar de andere te glijden. Een in-vitro-onderzoek toonde aan dat DNA-gebonden TET niet bij voorkeur andere CpG-plaatsen op hetzelfde DNA-molecuul oxideert, wat aangeeft dat TET niet fysisch processief is.
- Chemische processiviteit verwijst naar het vermogen van TET om de oxidatie van 5mC iteratief naar 5caC te katalyseren zonder het substraat vrij te geven. Het lijkt erop dat TET kan werken via zowel chemisch processieve als niet-processieve mechanismen, afhankelijk van de reactieomstandigheden.
- Genetische processiviteit verwijst naar de genetische uitkomst van TET-gemedieerde oxidatie in het genoom, zoals blijkt uit het in kaart brengen van de geoxideerde basen. In embryonale stamcellen van muizen zijn veel genoomregio's of CpG-plaatsen zodanig gemodificeerd dat 5mC wordt gewijzigd in 5hmC maar niet in 5fC of 5caC, terwijl op veel andere CpG-plaatsen 5mC's worden gewijzigd in 5fC of 5caC maar niet in 5hmC, wat erop wijst dat 5mC wordt verwerkt tot verschillende toestanden in verschillende genoomregio's of CpG-plaatsen.[7]

### TET-enzymactiviteit

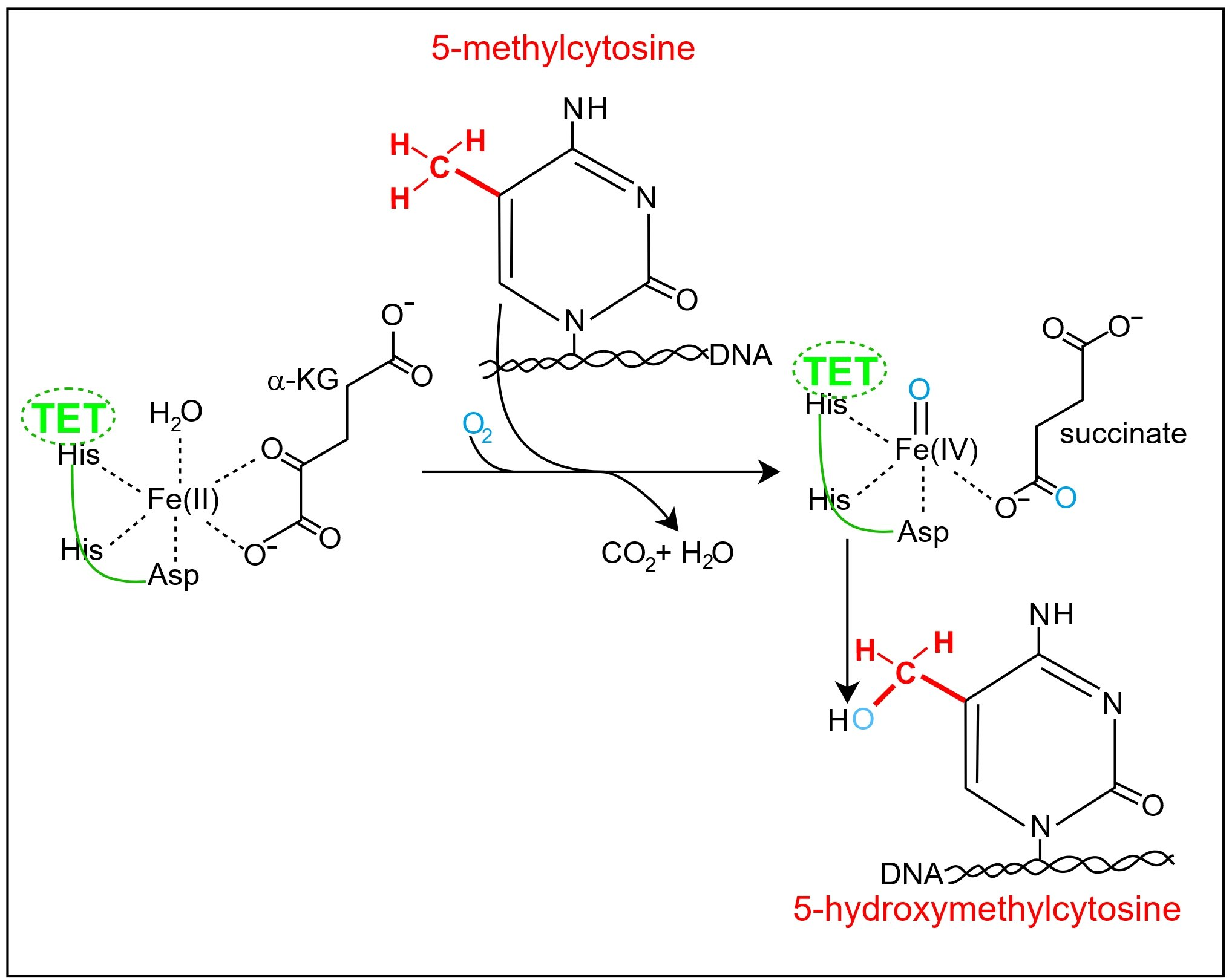
De omzetting van 5-methylcytosine naar 5-hydroxymethylcytosine door het TET-enzym plus a-ketoglutaraat & Fe(II)

TET-enzymen zijn dioxygenasen in de familie van alfa-ketoglutaraat-afhankelijke hydroxylasen. Een TET-enzym is een alfa-ketoglutaraat (α-KG)-afhankelijke dioxygenase die een oxidatiereactie katalyseert door een enkel zuurstofatoom uit moleculaire zuurstof (O2) op te nemen in het substraat 5-methylcytosine (5mC) in het DNA voor het in het DNA vormen van 5-hydroxymethylcytosine. Deze omzetting gaat gepaard met de oxidatie van het co-substraat α-KG tot succinaat en koolstofdioxide (zie figuur).
De eerste stap omvat de binding van α-KG en 5-methylcytosine aan de actieve plaats van het TET-enzym. De TET-enzymen herbergen elk een katalytisch kerndomein met een dubbelstrengige β-helixvouw die de cruciale metaalbindende residuen bevat die worden aangetroffen in de familie van Fe(II)/α-KG-afhankelijke oxygenasen. α-KG coördineert als een bidentaal ligand (verbonden op twee punten) met Fe(II) (zie figuur), terwijl de 5mC in de directe nabijheid wordt vastgehouden door een niet-covalente kracht. De actieve plaats van TET bevat een sterk geconserveerd triademotief, waarin het katalytisch essentiële Fe(II) wordt vastgehouden door twee histidine-residuen en één asparaginezuur-residu (zie figuur). Het triademotief bindt zich aan één zijde van het Fe-centrum, waardoor er drie labiele plaatsen beschikbaar blijven voor binding van α-KG en O2 (zie figuur). TET zet vervolgens 5-methylcytosine om in 5-hydroxymethylcytosine, terwijl α-ketoglutaraat wordt omgezet in succinaat en CO2.

### Andere TET-activiteiten
De TET-enzymen hebben ook activiteiten die onafhankelijk zijn van DNA-demethylering. Deze omvatten bijvoorbeeld TET2-interactie met O-gekoppelde N-acetylglucosamine (O-GlcNAc) transferase om histon O-GlcN-acylatie te bevorderen voor het beïnvloeden van de transcriptie van doelgenen.

## TET-functies

### Vroege embryogenese
Het muizensperma-genoom is voor 80-90% gemethyleerd op de CpG-plaatsen in DNA, wat neerkomt op ongeveer 20 miljoen gemethyleerde plaatsen. Na de bevruchting, vroeg op de eerste dag van de embryogenese, worden de vaderlijke chromosomen in zes uur bijna volledig gedemethyleerd door een actief TET-afhankelijk proces, voordat de DNA-replicatie begint (blauwe lijn in figuur).
Demethylering van het moederlijke genoom vindt plaats via een ander proces. In de volwassen eicel is ongeveer 40% van de CpG-eilanden in het DNA gemethyleerd. In het pre-implantatie-embryo tot aan het blastocyststadium (zie figuur) is de enige aanwezige methyltransferase een isovorm van DNMT1, genaamd DNMT1o. Het lijkt erop dat demethylering van de moederlijke chromosomen grotendeels plaatsvindt doordat het methylerende enzym DNMT1o de celkern niet binnendringt, behalve kortstondig in het 8-celstadium. Het DNA van moederlijke oorsprong ondergaat dus passieve demethylering door verdunning van het gemethyleerde moederlijke DNA tijdens replicatie (rode lijn in figuur). De morula (in het 16-celstadium) heeft slechts een kleine hoeveelheid DNA-methylatie (zwarte lijn in figuur).

### Gametogenese

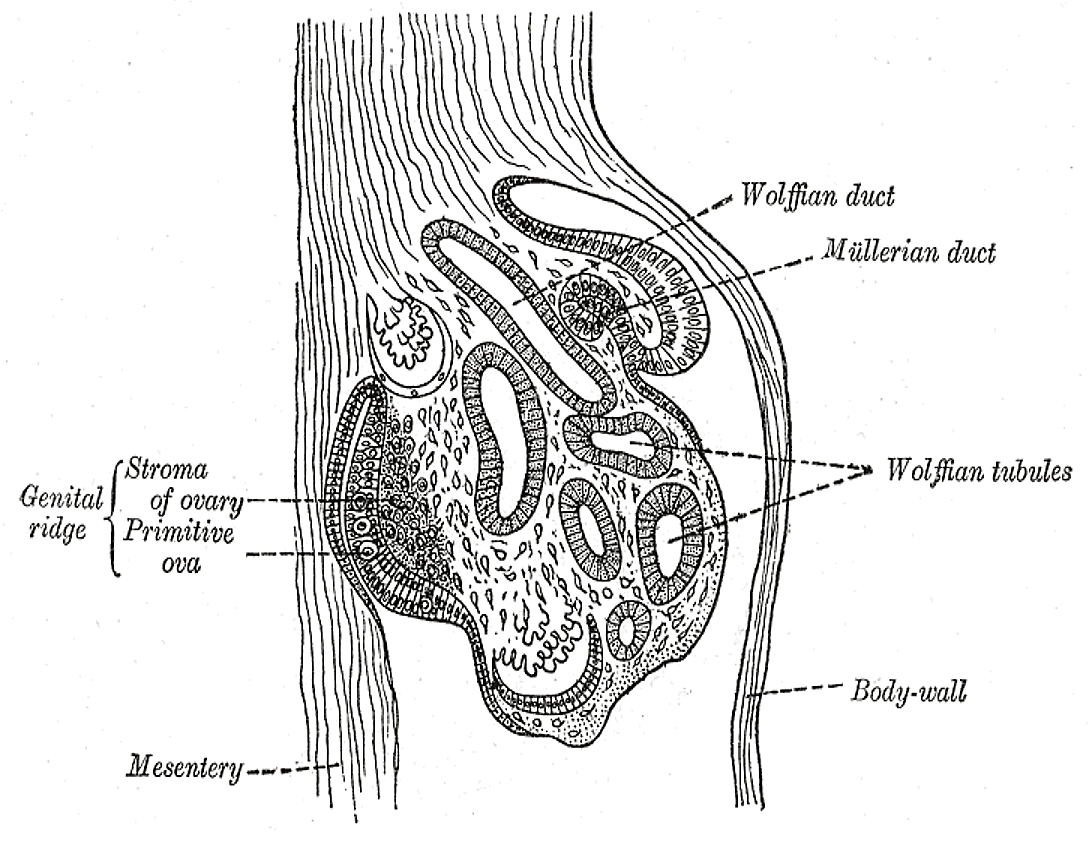
gonadale richel (genital ridge) bij een 4 dagen oud kippenembryo

De nieuw gevormde oerkiemcellen (PGC) afkomstig van de somatische cellen van het ingenestelde embryo worden op ongeveer dag 7 van de embryogenese in de muis gevormd. Op dit punt hebben de PGC's een hoog niveau van methylering. Deze cellen migreren van de epiblast naar de gonadale richel. Zoals besproken door Messerschmidt et al., blijft de meerderheid van de PGC's in de G2-fase van de celcyclus steken, terwijl ze tijdens op de 7,5 tot 8,5 dag van het embryo naar de dikke darm migreren. Vervolgens vindt de demethylering van de PGC's plaats in twee golven. Er is zowel passieve als actieve, TET-afhankelijke demethylering van de oorspronkelijke oerkiemcellen. Op dag 9,5 beginnen de oerkiemcellen zich snel te vermenigvuldigen, van ongeveer 200 PGC's op dag 9,5 tot ongeveer 10.000 PGC's op dag 12,5. Gedurende dag 9,5 tot 12,5 worden DNMT3a en DNMT3b onderdrukt en is DNMT1 in hoge mate in de celkern aanwezig. Maar DNMT1 is niet in staat cytosines te methyleren gedurende de dagen 9,5 tot 12,5 omdat het UHRF1-gen (ook bekend als NP95) wordt onderdrukt en UHRF1 een essentieel eiwit dat nodig is om DNMT1 naar de replicatiefoci te brengen waar onderhouds-DNA-methylatie plaatsvindt. Dit is een passieve verspreidingsvorm van demethylering.
Bovendien is er vanaf dag 9,5 tot 13,5 een actieve vorm van demethylering. Zoals aangegeven in de figuur van de demethyleringsroute hierboven, spelen twee enzymen een centrale rol bij actieve demethylering. Dit zijn een tien-elf translocatie (TET) methylcytosinedioxygenase en thymine-DNA-glycosylase (TDG). Eén specifiek TET-enzym, TET1, en TDG zijn in hoge concentraties aanwezig van dag 9,5 tot 13,5 en worden gebruikt bij actieve TET-afhankelijke demethylering tijdens de gametogenese. PGC-genomen vertonen de laagste niveaus van DNA-methylering van alle cellen in de gehele levenscyclus van de muis op dag 13,5 van het embryo.

### Leren en geheugen

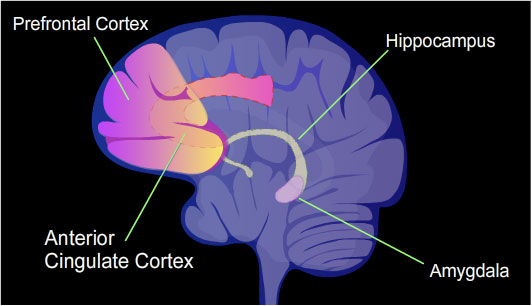
Hersengebieden die betrokken zijn bij geheugenvorming

Leren en geheugen hebben niveaus van duurzaamheid die verschillen van andere mentale processen zoals denken, taal en bewustzijn, die tijdelijk van aard zijn. Leren en geheugen kunnen langzaam worden opgebouwd (tafels van vermenigvuldiging) of snel (het aanraken van een hete kachel), maar als ze eenmaal zijn verkregen, kunnen ze voor een lange tijd bewust worden gebruikt. Ratten die aan één geval van contextuele angstconditionering worden onderworpen, creëren een bijzonder sterk langetermijngeheugen. 24 uur na de training bleek 9,17% van de genen in de genomen van zenuwcellen van de hippocampus van ratten gemethyleerd te zijn. Dit omvatte meer dan 2.000 gemethyleerde genen 24 uur na de training, waarbij meer dan 500 genen werden gedemethyleerd. Vergelijkbare resultaten als die in de hippocampus van de rat werden ook verkregen bij muizen met angstconditionering.
In het hippocampusgebied van de hersenen worden contextuele angstherinneringen voor het eerst opgeslagen (zie figuur), maar deze opslag is van voorbijgaande aard en blijft niet in de hippocampus. Bij ratten gaat de contextuele angstconditionering verloren wanneer de hippocampus slechts één dag na de conditionering aan een hippocampectomie wordt onderworpen, maar ratten behouden een aanzienlijke hoeveelheid contextuele angst wanneer de hippocampectomie met vier weken wordt uitgesteld. Bij muizen, onderzocht vier weken na conditionering, waren de methyleringen en demethyleringen van de hippocampus omgekeerd (de hippocampus is nodig om herinneringen te vormen, maar herinneringen worden daar niet opgeslagen), terwijl substantiële differentiële CpG-methylering en demethylering plaatsvond in corticale zenuwcellen tijdens geheugenonderhoud. Er waren 1.223 gemethyleerde genen in de cortex cingularis anterior (zie figuur) van muizen vier weken na contextuele angstconditionering. Hoewel er dus veel methylaties in de hippocampus plaatsvonden kort nadat het geheugen was gevormd, werden al deze hippocampus-methylaties al vier weken later gedemethyleerd.
Li et al. rapporteerde een voorbeeld van de relatie tussen expressie van een TET-eiwit, demethylering en geheugen tijdens opheffingstraining. Opheffingstraining is het verdwijnen van eerder aangeleerd gedrag wanneer het gedrag niet wordt versterkt.
Een vergelijking tussen infralimbische prefrontale cortex (ILPFC) zenuwcelmonsters afkomstig van muizen die waren getraind om bang te zijn voor een geluidssignaal en op uitdoving getrainde muizen onthulden dramatische ervaringsafhankelijke genoombrede verschillen in de accumulatie van 5-hmC in de ILPFC als reactie op leren. Opheffingstraining leidde tot een significante toename van TET3-messenger-RNA-niveaus in corticale zenuwcellen. TET3 werd selectief geactiveerd in de volwassen neocortex op een ervaringsafhankelijke manier.
Een kort haarspeld-RNA (shRNA) is een kunstmatig RNA-molecuul met een strakke haarspeldbocht dat kan worden gebruikt om doelgenexpressie tot zwijgen te brengen via RNA-interferentie. Muizen die waren getraind in de aanwezigheid van op TET3 gericht shRNA vertoonden een significante verslechtering van het geheugen voor het verdwijnen van angst.

### Verslaving

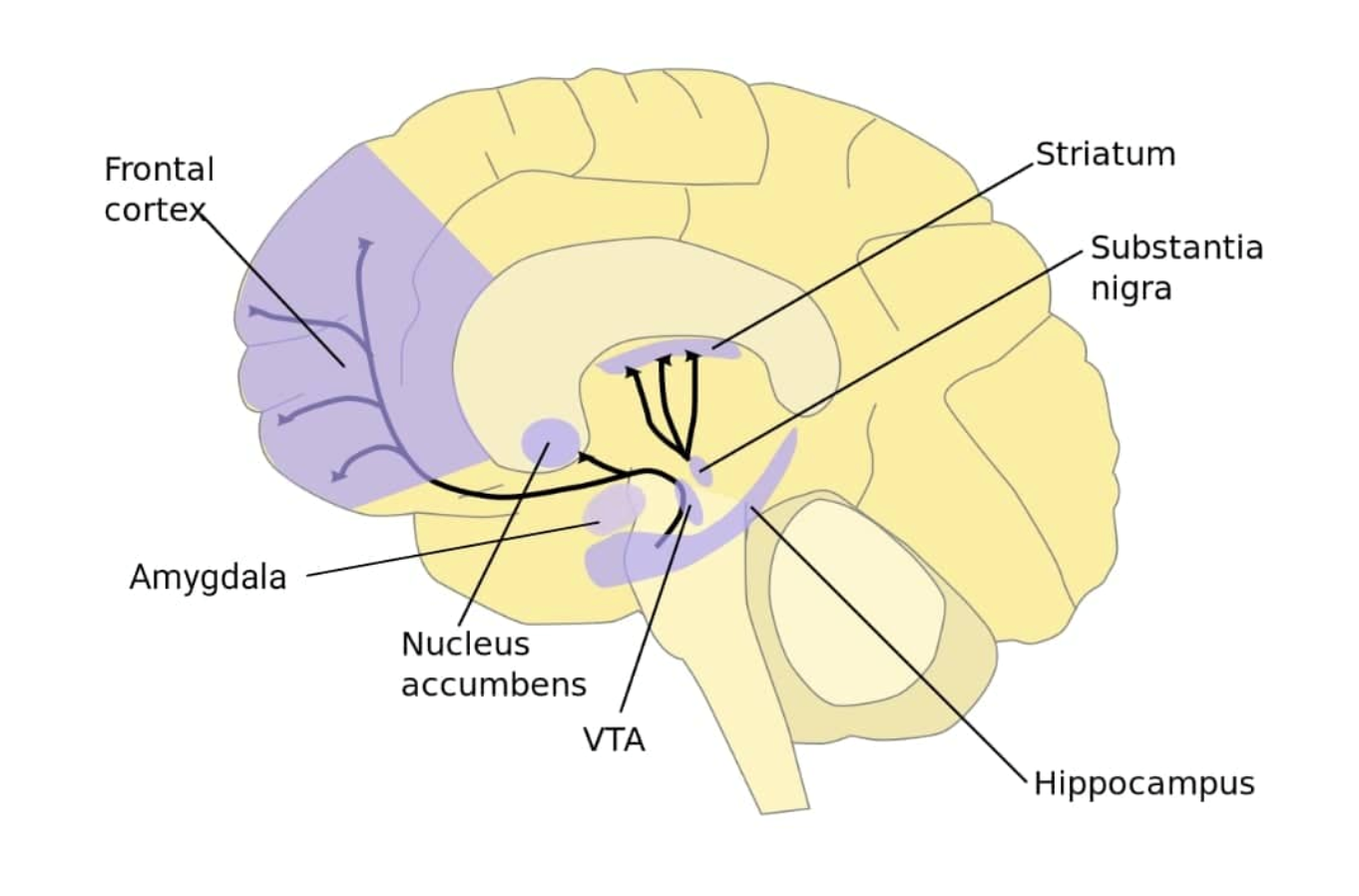
Hersenstructuren verbonden met verslaving.

De nucleus accumbens (NAc) speelt een belangrijke rol bij verslaving. In de nucleus accumbens van muizen resulteerde herhaalde blootstelling aan cocaïne in verminderd TET1-messenger-RNA (mRNA en verminderde TET1-eiwitexpressie. Op dezelfde manier was er een afname van ~40% in TET1-mRNA in het NAc van menselijke cocaïneverslaafden die postmortem (na de dood) werden onderzocht.
Zoals hierboven aangegeven bij leren en geheugen, is een kort haarspeld-RNA (shRNA) een kunstmatig RNA-molecuul met een strakke haarspeldbocht dat kan worden gebruikt om doelgenexpressie tot zwijgen te brengen via RNA-interferentie. Feng et al. injecteerden shRNA met als doel het TET1 in het NAc van muizen. Dit zou de TET1-expressie op dezelfde manier kunnen verminderen als de reductie van TET1-expressie bij blootstelling aan cocaïne. Vervolgens gebruikten ze een indirecte maatstaf voor verslaving: de geconditioneerde plaatsvoorkeur. Geconditioneerde plaatsvoorkeur kan de hoeveelheid tijd meten die een dier doorbrengt in een gebied dat in verband is gebracht met blootstelling aan cocaïne, en dit kan duiden op een verslaving aan cocaïne. Verminderde TET1-expressie veroorzaakt door shRNA geïnjecteerd in het NAc verbeterde de conditionering van cocaïneplaatsen krachtig.

### Pijn (nociceptie)
Nociceptie is de reactie van het somatisch zenuwstelsel op schadelijke stimuli, zoals een giftige chemische stof die op een weefsel wordt aangebracht. Bij nociceptie produceert chemische stimulatie van sensorische zenuwcellen, nociceptoren genaamd, een signaal dat zich langs een keten van zenuwvezels via het ruggenmerg naar de hersenen verplaatst. Nociceptie veroorzaakt een verscheidenheid aan fysiologische en gedragsmatige reacties en resulteert meestal in een subjectieve ervaring of ervaring van pijn.
Pan et al. toonden voor het eerst aan dat TET1- en TET3-eiwitten normaal aanwezig zijn in het ruggenmerg van muizen. Ze gebruikten een pijninducerend model van intraplantaire injectie van 5% formaline in het dorsale oppervlak van de achterpoot van de muis en maten de tijd van likken aan de achterpoot als maatstaf voor de geïnduceerde pijn. De eiwitexpressie van TET1 en TET3 nam 2 uur na formaline-injectie met respectievelijk 152% en 160% toe. Geforceerde reductie van de expressie van TET1 of TET3 door ruggenmerg-injectie van Tet1-siRNA of Tet3-siRNA gedurende drie opeenvolgende dagen voordat formaline-injectie de pijnperceptie bij muizen verlichtte. Aan de andere kant produceerde geforceerde overexpressie van TET1 of TET3 gedurende twee opeenvolgende dagen significant pijnachtig gedrag, zoals blijkt uit een verlaging van de warmte pijndrempel bij de muis.
Ze toonden verder aan dat de nociceptieve pijneffecten plaatsvonden door TET-gemedieerde omzetting van 5-methylcytosine in 5-hydroxymethylcytosine in de promotor van een microRNA genaamd miR-365-3p, waardoor de expressie ervan werd verhoogd. Dit microRNA richt zich op zijn beurt gewoonlijk op (vermindert de expressie van) het boodschapper-RNA van Kcnh2, dat codeert voor een eiwit dat bekend staat als Kv11.1 of KCNH2. KCNH2 is de alfa-subeenheid van een kaliumkanaal in het centrale zenuwstelsel. Geforceerde afname van de expressie van TET1 of TET3 door pre-injectie van siRNA keerde de afname van KCNH2-eiwit in met formaline behandelde muizen om.